# Stayton
Stayton est une ville américaine située dans l'État de l'Oregon et dans le Comté de Marion (Oregon).

## Démographie
Au recensement de 2010, sa population était de 7 644 habitants dont 2 882 ménages et 2 031 familles résidentes. La densité de population était de 1 039,2 hab/km2
La répartition ethnique était de 87,7 % d'Euro-Américains et 12,3 % d'autres races.
En 2000, le revenu moyen par habitant était de 15 740 dollars avec 14,2 % vivant sous le seuil de pauvreté.

## Source
- (en) Cet article est partiellement ou en totalité issu de l’article de Wikipédia en anglais intitulé « Stayton, Oregon » (voir la liste des auteurs).